# Luka Šebetić
Luka Šebetić (Bjelovar, 26. svibnja 1994.) hrvatski reprezentativni rukometaš
Bio je igrač Zagreba do kolovoza 2017, kada je otišao u francuski prvoligaš Tremblay-en-France.
Luka Šebetić je sa 17 godina debitirao u Ligi prvaka i tada je glasio za najveću nadu hrvatskog rukometa nakon Domagoja Duvnjaka. Svoju najbolju utakmicu u Ligi prvaka odigrao je protiv Flensburga, kada je zabio osam pogodaka i izabran je u momčad kola Lige prvaka.
S mladom reprezentacijom 2011. na svjetskom prvenstvu plasirao se na 8. mjesto. Nastupio je na 
Europskom prvenstvu u Poljskoj 2016. na kojem je Hrvatska bila treća. 
Oženio se krajem 2016. godine.